# Handroanthus heptaphyllus

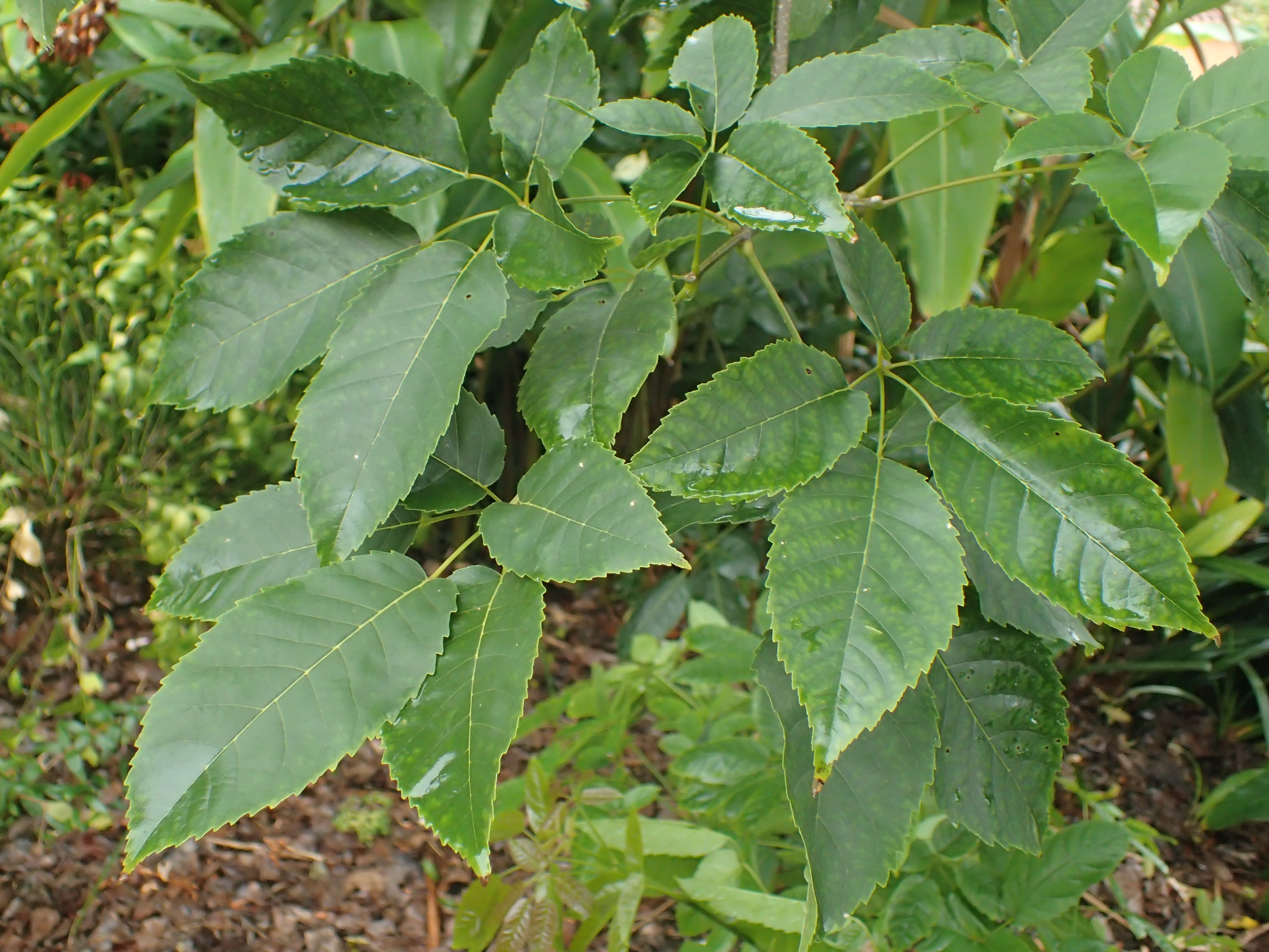
Blätter

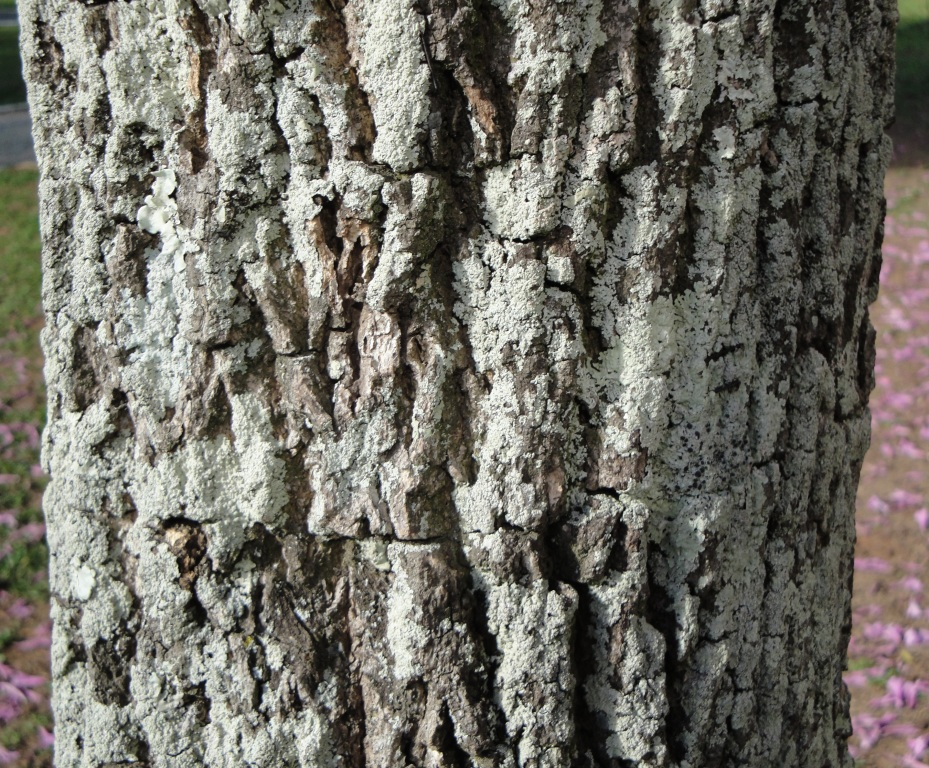
Rinde

Handroanthus heptaphyllus ist eine Pflanzenart innerhalb der Familie der Trompetenbaumgewächse (Bignoniaceae). Sie ist im östlichen Südamerika heimisch. Sie wird als Zierpflanze verwendet und ihr Holz wird genutzt.

## Beschreibung

### Vegetative Merkmale
Handroanthus heptaphyllus wächst als laubabwerfender Baum, der Wuchshöhen von 4 bis 30 (selten auch nur 2) Meter und dessen Stamm einen Brusthöhendurchmesser von 65 Zentimeter erreichen kann. Die Rinde ist schwach bis stark mit längs verlaufenden Furchen versehen. Die Zweige sind nahezu drehrund, zunächst mit Trichomen besetzt, später jedoch verkahlend. Vor allem an den Spitzen sind sie mehlig mit dicken, sternförmigen Trichomen behaart.
Die gegenständig angeordneten Laubblätter sind in Blattstiel und -spreite gegliedert. Der Blattstiel ist 4 bis 11 Zentimeter lang, unbehaart oder zumindest verkahlend: am oberen Ende junger Blattstiele befinden sich einige feine Schuppen und dicke, sternförmige Trichome. Die Blattspreite ist zusammengesetzt handförmig mit 5–7 Blättchen. Die gestielten Teilblättchen sind häutig bis papierartig und auf beiden Seiten etwas feinschuppig, eiförmig bis verkehrt-eiförmig oder elliptisch. Am oberen Ende sind sie mehr oder weniger zugespitzt, an der Basis keilförmig bis gerundet oder gestutzt. Ihr Rand ist mehr oder weniger gleichmäßig gesägt bis fast ganz. Auf der Unterseite finden sich in den Verzweigungen der Blattadern einfache Trichome. Das mittlere Blättchen erreicht eine Länge von 3 bis 16 Zentimeter und ist 1,7 bis 6 Zentimeter breit. Die seitlichen Blättchen werden zunehmend kleiner. Das Stielchen des mittleren Blättchens ist etwa 2 bis 5 Zentimeter lang, auch dieses wird an den seitlichen Blättchen immer kürzer.

### Blütenstand und Blüte

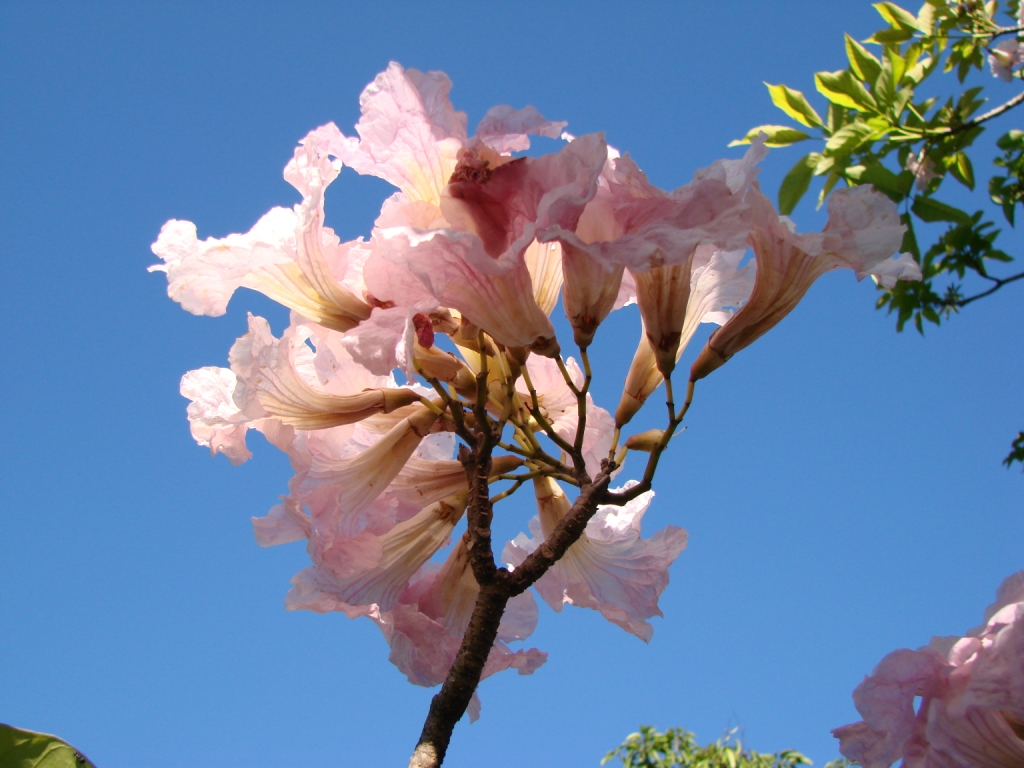
Blütenstand mit zygomorphen Blüten

Die Blütezeit der Art reicht vom späten Juni bis in den Oktober. Die Blüten stehen in endständigen, aufrechten, oftmals zusammengedrängten, rispigen Blütenstände zusammen. Die Verzweigungen wirken meist durch eine mehlige Behaarung aus dicken, sternförmigen Trichomen weißlich bis lohfarben, gelegentlich sind sie jedoch vollständig unbehaart und dann schwärzlich.
Die zwittrigen Blüten sind zygomorph und fünfzählig mit doppelter Blütenhülle. Der behaarte Kelch ist becherförmig, gestutzt oder leicht und abgestumpft fünflappig. Er ist 4 bis 11 Zentimeter lang und 3 bis 8 mm breit und ähnlich den Blütenstandsverzweigungen mehlig behaart. Die röhrig-glockenförmige Krone ist magenta gefärbt, zur Blütezeit zeigt sich zunächst ein gelber Kronschlund, der zu einem purpurrot wechselt. Die Krone erreicht eine Länge von 4 bis 6,5 Zentimeter, wovon die Kronröhre 3 bis 5,5 Zentimeter ausmacht. Die Kronröhre ist an der Öffnung 1 bis 2,5 cm breit. Die fünf Kronlappen sind 0,8 bis 1,5 Zentimeter lang und auf der Außenseite mit mehr oder weniger unregelmäßig verzweigten mehrzelligen Trichomen besetzt. Um den Ansatzpunkt der Staubfäden herum befinden sich einige wenige drüsige Trichome. Von den vier Staubblätter gibt es zwei Paare mit unterschiedlichen Längen. Die Staubbeutel bestehen aus zwei gegabelt stehenden, etwa 3 Millimeter langen Theken. Der Fruchtknoten ist langgestreckt, 3 Millimeter lang und 1,2 Zentimeter breit und mehr oder weniger feinschuppig besetzt. Er wird teilweise von einem becherförmigen Blütenboden umgeben, der 0,5 Millimeter hoch und 2,5 Millimeter breit ist.

### Frucht und Samen
Die langgestreckt-zylindrische Kapselfrucht ist an beiden Enden zugespitzt und stark streifig gerillt. Bis auf einige wenige unauffällige feine Schuppen ist sie vollständig unbehaart. Beim Trocknen verfärbt sie sich schwärzlich. Sie hat eine Länge von 9 bis 47 Zentimeter, wird 0,7 bis 1,7 Zentimeter breit und öffnet sich über ledrige Klappen.
Die Samen sind dünn, mit zwei durchscheinenden, häutigen Flügeln versehen und 0,5 bis 0,9 Zentimeter lang und 1,8 bis 3,2 Zentimeter breit.

## Verbreitung
Das Verbreitungsgebiet von Handroanthus heptaphyllus befindet sich im Osten Südamerikas. Es umfasst die küstennahe Mata-Atlântica-Formation Brasiliens, etwa von Bahia bis nach Rio Grande do Sul. Weiterhin ist diese Art in den Abflussgebieten des Río Paraná in Paraguay, im Nordosten Argentiniens sowie einem kleinen Teil des östlichen Boliviens, in bodennassen Telen des Chaco, zu finden. Die Standorte befinden sich unterhalb von 1000 Meter.

## Systematik und Botanische Geschichte
Die Erstbeschreibung dieser Art erfolgte 1825 von José Mariano da Conceição Vellozo (1742–1811) als Bignonia heptaphylla in Florae Fluminensis: seu Descriptionum plantarum praefectura Fluminensi sponte nascentium liber primus... auf Seite 251, (1829) postum veröffentlicht. In neuerer Zeit wurde sie je nach Bearbeiter als Tabebuia heptaphylla der Gattung Tabebuia zugeordnet, oder aber mit anderen verwandten Arten unter dem Namen Handroanthus heptaphyllus (Vell.) Mattos von Joáo Rodrigues de Mattos in Loefgrenia; Comunicaçoes Avulsas de Botânica Band 50 Seite 2 in die Gattung Handroanthus ausgegliedert. Molekularbiologische Untersuchungen bestätigen diese Ausgliederung, so dass diese Art heute als Handroanthus heptaphyllus (Vell.) Mattos geführt wird.

## Nutzung und lokale Trivialnamen
Handroanthus heptaphyllus wird oftmals wegen der auffälligen Blüten als Ziergehölz angepflanzt, aber auch wegen seines extrem harten und sehr schweren Holzes, Eisenholz (Ipê, Lapacho) als Nutzholz gefällt. Es ist eines der wichtigsten Nutzhölzer im östlichen Paraguay.
Der viel Lapachol und verwandte Substanzen enthaltenden Rinde wird nachgesagt, ein Heilmittel für Krebs zu sein.
Lokale Trivialnamen sind in Brasilien ipe roxo, ipe cabroe oder pau d'arco roxo; in Paraguay lapacho, lapacho negro, taiiy zaiyi und Argentinien lapacho negro, ipe, lapacho, lapacho morado oder lapacho crespo.